# Saint-Gervais (Gironda)
 Saint-Gervais  es una población y comuna francesa, situada en la región de Aquitania, departamento de Gironda, en el distrito de Burdeos y cantón de Saint-André-de-Cubzac.

## Demografía
| 779 | 808 | 903 | 1026 | 1204 | 1219 |
| Para los censos de 1962 a 1999 la población legal corresponde a la población sin duplicidades (Fuente: INSEE [Consultar]) |     |     |      |      |      |